# Taxidea
Taxidea és un gènere de mamífers carnívors originaris de Nord-amèrica. El gènere només conté una espècie vivent, el toixó americà (T. taxus), però possiblement també inclou una espècie extinta que visqué a tot Nord-amèrica al Pliocè (T. mexicana). Tanmateix, alguns científics creuen que l'espècie extinta era en realitat una llúdria.